# Alosterna regulacija
Alosterna regulacija enzima ili drugih proteina se ostvaruje vezivanjem efektorskih molekula na proteinska alosterna mesta (na mesta koja nisu aktivna mjesta proteina). Efektori koji pojačavaju proteinsku aktivnost se nazivaju alosterni aktivatori, dok se oni koji umanjuju proteinsku aktivnost zovu alosterni inhibitori. Termin alosternost potiče od grč. allos (ἄλλος) - „drugi“, i grč. stereos (στερεὀς) - „čvrst (objekat)“, što odražava činjenicu da se regulatorno mesto alosternog proteina fizički razlikuje od njegovog aktivnog mesta. Alosterna regulacija je prirodni primer kontrolne petlje, kao što je povratna sprega putem nizvodnih proizvoda.

## Modeli alosterne regulacije
Većina alosternih efekata može biti objašnjena „usaglašenim“  modelom ili sekvencionim modelom koji su predložili Košland, Nemeti, i Filmer. Oba metoda postulišu da enzimska podjedinica postoji u jednoj od dve konformacije, napeta (T) i relaksirana (R), i da relaksirana podjedinica lakše vezuje supstrat. Modeli se razlikuju prvenstveno u njihovim pretpostavkama o interakciji podjedinice i prepostojanju oba stanja.

## Spoljašnje veze
- Članak u „Hemijskoj biologiji“